# Franz-Joseph Zumloh

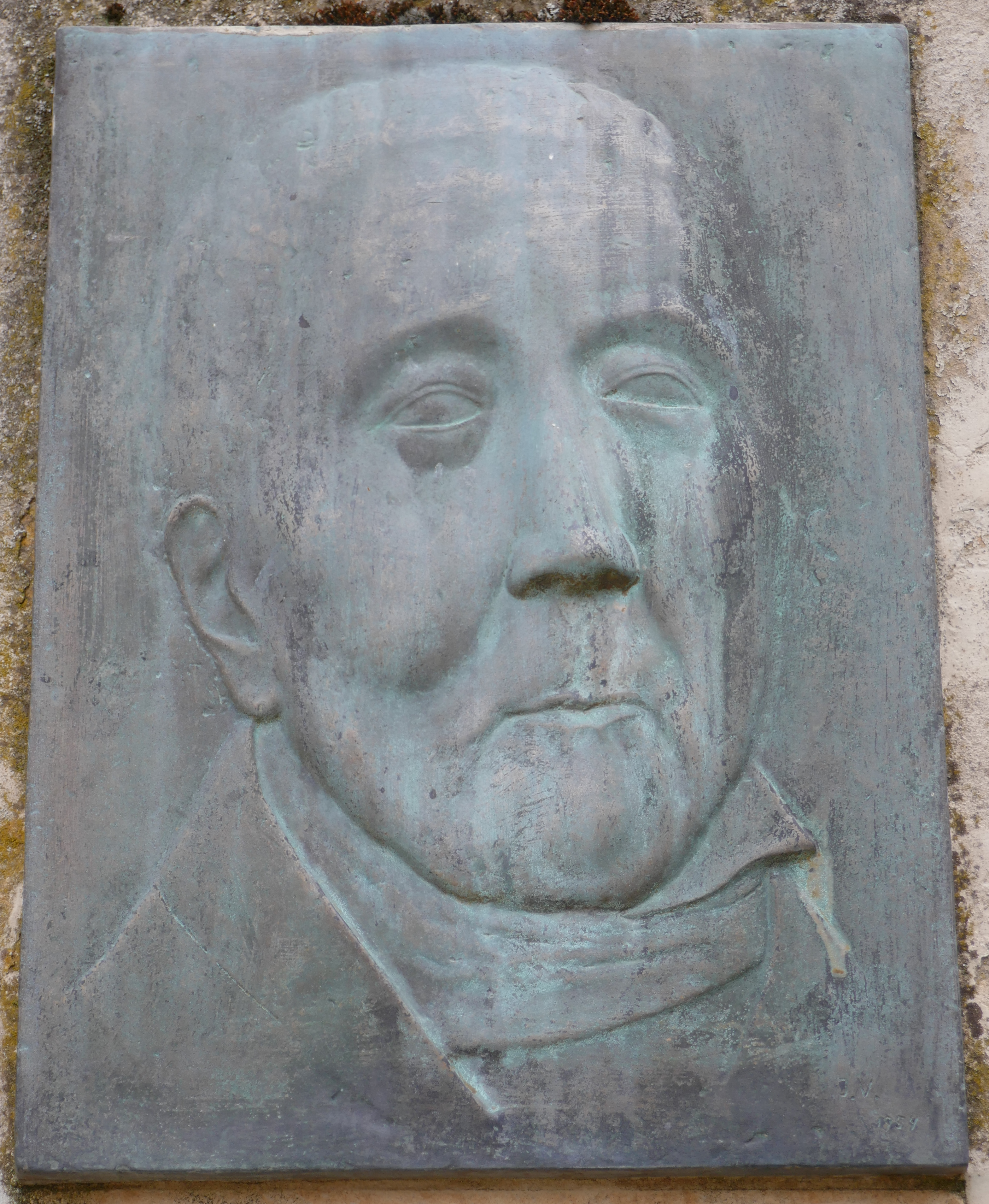
Franz-Joseph Zumloh

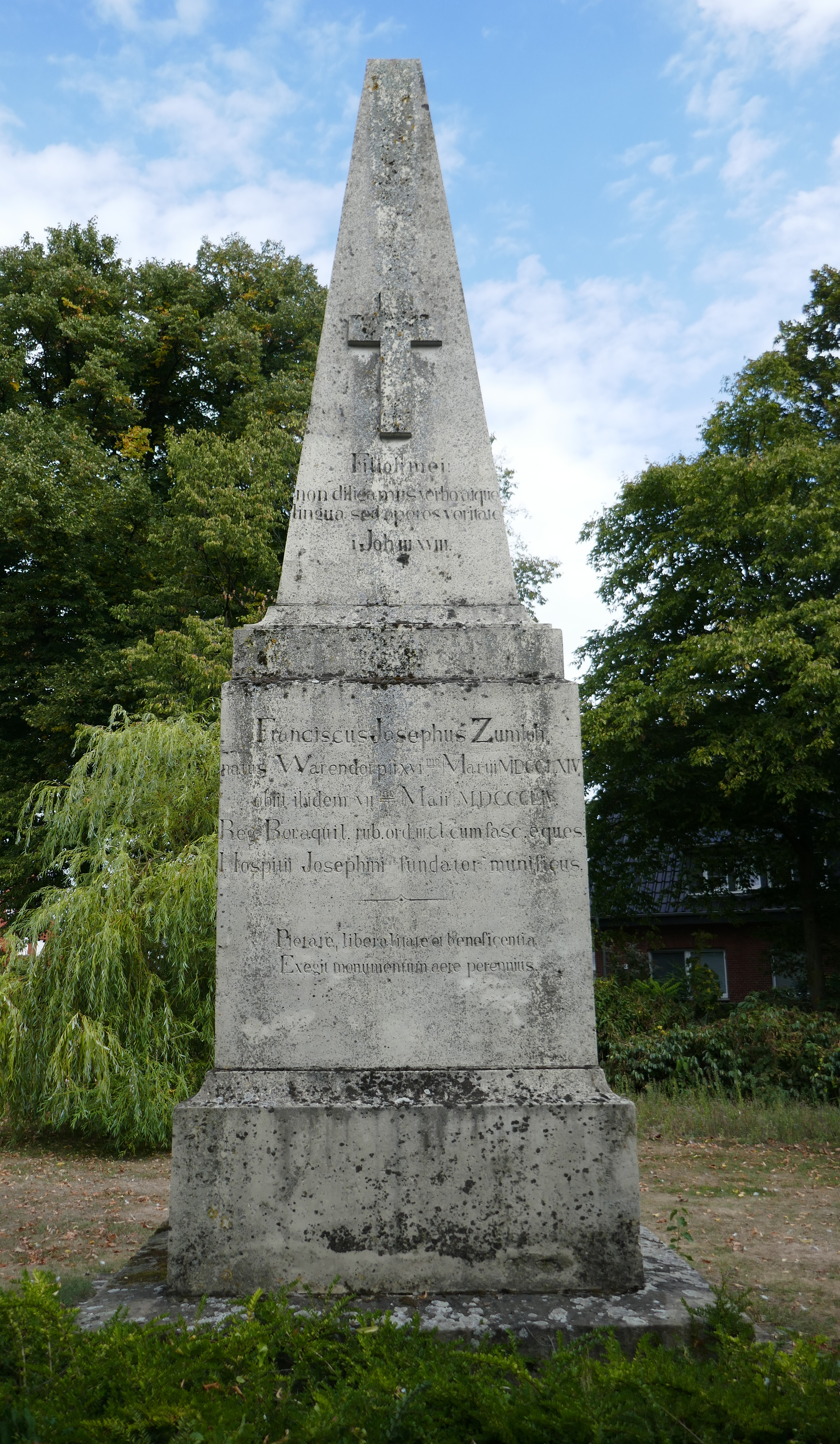
(Grab-)denkmal auf dem Zumlohplatz in Warendorf

Franz-Joseph Zumloh (* 16. März 1764 in Warendorf; † 7. Mai 1854 ebenda) war ein Warendorfer Tuchhändler, der am 16. November 1843 in seiner Heimatstadt das Josephs-Hospital stiftete. Das Josephs-Hospital wurde, zunächst mit Unterkunftsmöglichkeiten für 30 Kranke, an der Lüninger Straße in Warendorf eröffnet.
Nach Zumloh ist in Warendorf der Zumlohplatz benannt, ursprünglich ein vor dem mittelalterlichen Osttor gelegener Friedhof, der später mit Ausnahme des als Ehren- und Gedenkmal beibehaltenen Grabdenkmals für Zumloh eingeebnet und Mitte des 20. Jahrhunderts in eine öffentliche Grünanlage umgewandelt wurde.